# Ipomoea ramosissima
Ipomoea ramosissima är en vindeväxtart som först beskrevs av Jean Louis Marie Poiret, och fick sitt nu gällande namn av Jacques Denys Denis Choisy. Ipomoea ramosissima ingår i släktet praktvindor, och familjen vindeväxter. Inga underarter finns listade i Catalogue of Life.